# Torre de telecomunicaciones de Ulm
La Torre de telecomunicaciones de Ulm es una torre que se usa como transmisor de señales de radio FM, telefonía móvil y televisión digital. Ubicada en el distrito de Ermingen al oeste de la ciudad.
Es una torre autoportante que en su cima tiene una antena. No es accesible al público. A 43, 58, 70 y 81 m de altura tiene plataformas donde hay instaladas antenas de radio. Los transmisores de televisión digital se encuentran en la antena superior.